# Francis Poictevin

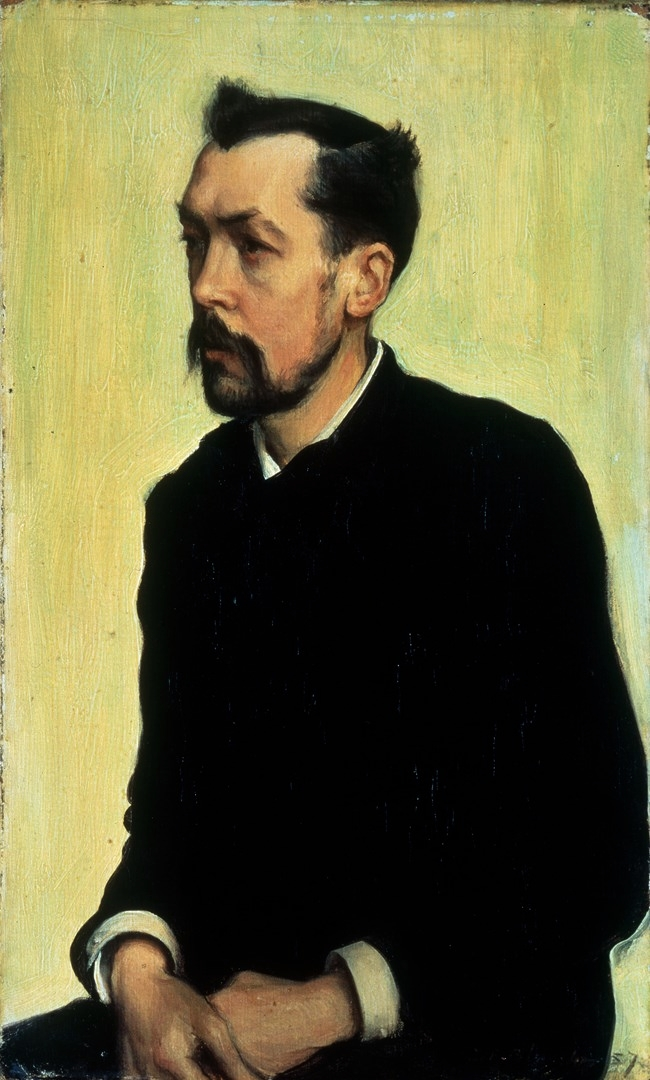
Portrait par Jacques-Émile Blanche, 1887. National Gallery (Londres).

Francis Poictevin est un écrivain français, né à Paris le 27 juin 1854, mort à Menton le 6 mai 1904.
Dandy, esthète, auteur de romans qui amplifient les procédés de l’écriture artiste ; disciple d’Edmond de Goncourt, ami et confident de Joris-Karl Huysmans, il dériva peu à peu vers le mysticisme et la folie. Tombé dans l'oubli, il suscita plus tard la vive admiration de Louis Aragon, Paul Éluard et André Breton.

## Biographie

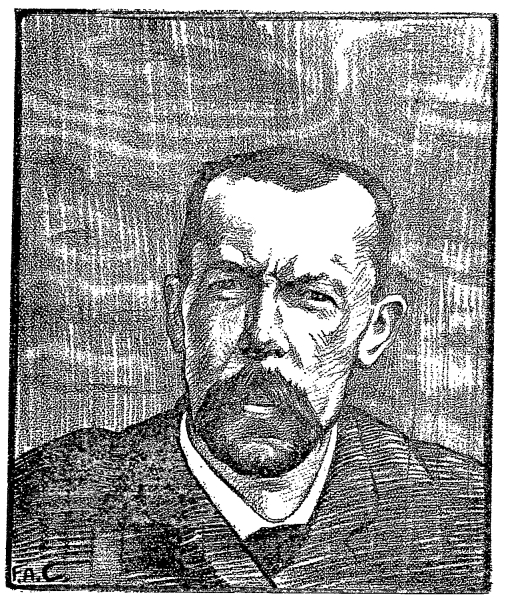
Francis Poictevin
Portrait par Frédéric-Auguste Cazals.

Né dans un milieu aisé (son père, Paul Poictevin, est banquier), Francis Paul Édouard Adrien Poictevin peut, après des études secondaires au lycée Louis-le-Grand et avoir fait son droit, se consacrer aux voyages (Allemagne, Angleterre, Italie) et à la littérature sans prendre d'état.
Il rencontre en 1882 Jules Barbey d'Aurevilly, c'est le début d'une amitié et d'une correspondance qui durera cinq ans. Riche et excentrique, il est l'un des modèles de son ami Joris-Karl Huysmans pour le personnage de Des Esseintes dans À rebours.
Dédié à Edmond de Goncourt, dont il fréquente régulièrement le salon, son deuxième roman, Ludine, paraît en 1883. Guy de Maupassant lui consacre dans Le Gaulois (28 octobre) un article favorable. Il est par contre éreinté par Léon Bloy dans le Chat Noir (27 octobre).
En 1888, il collabore à La Revue indépendante, confondée par Félix Fénéon.
À partir de 1895, Francis Poictevin fait des voyages de plus en plus fréquents sur la Côte d'Azur pour sa santé. Il cesse d'écrire. Il se marie en 1896 avec Alice Devaux, sa maîtresse depuis une quinzaine d'années. À compter de 1897, il sombre peu à peu dans le mutisme : sa fascination pour les mystiques chrétiens prônant "l'anéantissement en Dieu" le mèneront à la quasi-aphasie. Seuls Georges Rodenbach puis Huysmans veilleront encore sur ses dernières années. Ce fut au sens tragique du terme un "écrivain maudit".
Francis Poictevin s'éteint à Menton le 6 mai 1904. Son acte de décès indique : « profession de rentier ».

## Œuvres
- 1882 : La Robe du moine, lettre-préface de Alphonse Daudet, Paris, Sandoz.
- 1883 : Ludine, Bruxelles, Henry Kistemaeckers[1].
- 1884 : Songes, Bruxelles, H. Kistemaeckers[2].
- 1885 : Petitau, Bruxelles, H. Kistemaeckers.
- 1886 : Seuls, Paris, Tresse & Stock[2].
- 1888 : Paysages et nouveaux songes, Paris, Librairie de la Revue indépendante.
- 1888 : Derniers songes, Paris, Alphonse Lemerre[3].
- 1889 : Double, Paris, A. Lemerre[3].
- 1890 : Presque, Paris, A. Lemerre[2].
- 1892 : Heures, Paris, A. Lemerre[2].
- 1893 : Tout bas, Paris, A. Lemerre.
- 1894 : Ombres, Paris, A. Lemerre[2].